# 南隘
南隘，是台灣新竹市香山區的一個傳統地域名稱。

## 地理

### 區域

#### 地名由來
因其地位於南側設立隘寮而得名。:578

#### 範圍
南隘位於香山區南部。相較於今日行政區，其範圍大致包括南隘里、中隘里。

#### 聚落
本地區發展較早的聚落有南隘、中隘、柳子湳等，在日治初期的官方地圖上已有記載。後來發展的主要新興聚落有山頂、南隘國小週邊等，而昔日的柳子湳聚落則已消失。

### 水文
本地區位於鹽港溪中游地區，另有其支流南隘溪與柳子湳流經。

## 歷史
台灣清治末期至日治前期，南隘地區為一街庄，稱為「南隘庄」，隸屬於竹北一堡。該庄北與鹽水港庄、茄苳湖庄為鄰，東與寶斗仁庄為鄰，南邊為大埔庄，西邊為口公館庄。
1901年（日治明治三十四年）11月，全台廢縣廳改設二十廳，該庄隸屬於新竹廳。1909年（明治四十二年）10月，合併二十廳為十二廳，該庄隸屬不變。1920年（大正九年），廢十二廳改設五州二廳，該庄改制為「南隘」大字，隸屬於新竹州新竹郡香山庄。1941年（昭和十六年），香山庄廢庄併入新竹市。
戰後新竹市改制為省轄市，香山仍屬之，大字改制為里。1946年新竹市重劃為五個區，香山為其中一區。1950年新竹縣市合併後拆分為桃、竹、苗三縣，新竹市縮減轄區並降為新竹縣縣轄市，香山區拆出成為香山鄉，隸屬於新竹縣，本地區仍屬之，但里改制為村。1982年7月，新竹市再度升格為省轄市，香山鄉再度併入成為香山區，村再度改制為里。由於人口增加，本地區已拆分為兩個里。

## 交通
國道1號又稱「中山高速公路」，是台灣西部最早興建的縱向高速公路，大致以東北－西南走向轉縱向經過南隘地區東南部，境內未設交流道，南側最近的是位於頭份地區縣道124甲線路口的頭份交流道，由此進入可快速前往台灣西部國道1號沿線各地。
國道3號又稱「福爾摩沙高速公路」，是台灣西部第二條縱向高速公路，大致以東北—西南走向經過本地區西北部境外不遠處，並於省道台1線、台13線路口共同設有香山交流道，由此進入可快速前往台灣西部國道3號沿線各地，亦可北上至位於雙溪的新竹系統交流道轉接國道1號。
省道台1線又稱「縱貫公路」，是台北至屏東楓港的傳統幹道，大致以北北西—南南東走向轉右彎再左彎為西北—東南走向經過本地區西部，向北北西經鹽水港轉北北東可前往香山市區、新竹市區、竹北、新豐等地，向東南轉西南可前往頭份、竹南、後龍等地。

## 設施

### 學校

#### 初等教育
- 內湖國民小學南隘分班（1971年）→南隘國民小學（1977年）